# إصدار عبر المسيسيبي
قضية عبر المسيسيبي، (Trans-Mississippi Issue)، إصدار عبر المسيسيبي هو مجموعة من تسعة طوابع بريدية تذكارية أصدرتها الولايات المتحدة الأمريكية بمناسبة معرض عبر المسيسيبي عام 1898 الذي أقيم في أوماها، بولاية نبراسكا. تصور الطوابع المحفورة بدقة مشاهد متنوعة من الغرب الأمريكي، وهي تحظى حاليًا بتقدير كبير من هواة جمع الطوابع. كان هذا هو الإصدار التذكاري الثاني فقط الذي يصدره مكتب البريد الأمريكي، وقد اتبع بدقة نمط سابقه، سلسلة طوابع المعرض الكولومبي لعام 1893: صدرت كلتا المجموعتين بالتزامن مع معارض عالمية مهمة؛ وقدّمتا مجموعة واسعة من فئات الطوابع؛ واعتمدتا تصميم الطوابع مزدوج العرض لاستيعاب اللوحات التصويرية.
كان من العوامل المهمة في إنشاء هذه السلسلة أن مدير الدعاية للمعرض - إدوارد روزواتر، ناشر صحيفة أوماها ديلي بي - كان خبيرًا إلى حد ما في الطوابع. كان روزواتر، البارز على الصعيد الوطني في السياسة الجمهورية، قد اختاره الرئيس ماكينلي لرئاسة الوفد الأمريكي في مؤتمر الاتحاد البريدي العالمي عام 1897 (الاتفاقية الدولية المسؤولة عن ضمان كفاءة تدفق البريد من دولة إلى أخرى، والمكلفة في ذلك العام بتأمين بريد دولي أرخص). في 13 ديسمبر 1897، اقترح روزواتر أن يصدر مكتب البريد طوابع خاصة لإحياء ذكرى معرض عبر المسيسيبي (كما فعل للمعرض الكولومبي)، وبعد 10 أيام وافق المدير العام للبريد جيمس أ. غاري، واعدًا بسلسلة بخمس فئات تتراوح من سنت واحد إلى دولار واحد. طلب غاري من روزواتر إبداء رأيه في موضوعات الطوابع، فأرسل الأخير، ردًا على ذلك، رسومات جميلة على ورق شفاف للقيم الخمس: سنت واحد، قطيع بيسون (برتقالي داكن)؛ سنتان، هندي على ظهر حصان (برتقالي محمر غامق)؛ خمسة سنتات، فلاح وحصان محراث (أصفر غامق)؛ عشرة سنتات، قطار يدور حول ممر جبلي شديد الانحدار (أزرق داكن)؛ دولار واحد، إلهة تحمل مشعلًا (كولومبيا) تقف على كرة أرضية (أصفر برتقالي غامق). كانت هذه الطوابع بحجم الكولومبي الكبير، لكنها كانت تدور في اتجاهها، بحيث يكون الجانبان القصيران في الأعلى والأسفل. (ومن الغريب أن الولايات المتحدة لم تُصدر "طابعًا تذكاريًا عموديًا" من هذا النوع حتى عام 1926، عندما ظهر نصب إريكسون التذكاري).
أثار إعلان غاري عن السلسلة احتجاجات من هواة جمع الطوابع، الذين كانوا لا يزالون مستائين من ارتفاع سعر إصدار كولومبيان لعام 1893 (16.34 دولارًا، وهو مبلغ باهظ آنذاك)، لكن مدير البريد قال إنه قرر إصدارها "لأنني أردت مساعدة شعوب الغرب". في الواقع، رفع غاري سعر المجموعة لاحقًا بإضافة أربعة طوابع إضافية إلى السلسلة، بما في ذلك فئة دولارين، ليصل سعرها إلى 3.80 دولار.
تغلبت مفاهيم التصميم التي طُلبت من فنانين مختلفين على اقتراحات روزواتر؛ بل إن مسؤولي مكتب النقش والطباعة اعتبروا من الضروري لسمعتهم المؤسسية إنتاج سلسلة طوابع من التميز الفني الذي لا جدال فيه، نظرًا لأن إصدارهم السابق الوحيد للطوابع، وهو الإصدار النهائي لعام 1894، كان مجرد تجديد عملي لسلسلة عام 1890 التي صممتها شركة الأوراق النقدية الأمريكية. كان من المفترض أن تُقارن المجموعة الجديدة بشكل إيجابي - أو حتى أفضل - مع الطوابع التذكارية الكولومبية السابقة المنتجة بشكل خاص. كانت الخطة الناتجة - الأكثر طموحًا من الكولومبيين من ناحية واحدة - هي طباعة طوابع ترانس-ميسيسيبي بإطارات ملونة ومراكز سوداء، الأمر الذي كان سيتطلب مرحلتين منفصلتين من الطباعة (كانت جميع الكولومبيين أحادية اللون). مع ذلك، اندلعت الحرب الإسبانية الأمريكية في أبريل من عام 1898، واختار مكتب النقش والطباعة - الذي كان مُلزمًا آنذاك بإنتاج أعداد كبيرة من طوابع الإيرادات - توفير العمالة ووقت الطباعة بطباعة تصاميم "ترانس-ميسيسيبي" بلون واحد. إلا أن هذا يعني أنه كان لا بد من إعادة تصميم القوالب المُصممة للإنتاج ثنائي اللون (حيثُ كان لا بد من ملء المساحة البيضاء المحيطة بالرسومات الصغيرة بتظليل يصل إلى حافة الإطارات)، وهي عملية أخرت إصدار الطوابع حتى 17 يونيو، أي بعد أكثر من أسبوعين من افتتاح المعرض.
على الرغم من احتجاجات هواة جمع الطوابع، فقد لاقت هذهِ المجموعة من الطوابع استحسانًا من عامة الناس. وبيعت حتى نهاية العام، ووُجّهت إلى مسؤولي البريد أوامر بإعادة الطوابع غير المباعة، والتي أُحرقت فيما بعد. (مع أن أعداد الطوابع المطبوعة معروفة، إلا أن أعداد الطوابع المُعادة لم تُسجّل وقتها، وبالتالي فإن أعداد الطوابع الموجودة غير معروفة).
جميع الطوابع، التي صممها ريموند أوستراندر سميث، لها نفس شكل الإطار (وهو إرث من التصميم ثنائي اللون)؛ أرقام القيمة و"الولايات المتحدة الأمريكية" في الأعلى؛ و"البريد" بقيمة مكتوبة من الأسفل إلى الأعلى حتى فئة الخمسين سنتًا، بينما تُكتب قيم الدولار بالأرقام. تظهر سنابل قمح وذرة في زوايا مختلفة من الإطار. كل تصميم مركزي منقوش عليه عنوانه.
- سنت واحد أخضر داكن - "ماركيت على نهر المسيسيبي"
- سنتان أحمر نحاسي - "الزراعة في الغرب"
- 4 سنتات برتقالية - "جاموس الصيد الهندي"
- 5 سنتات زرقاء داكنة - "فريمونت على جبال روكي"
- 8 سنتات بنية بنفسجية - "قوات تحرس قطارًا"
- 10 سنتات أردوازي - "صعوبات الهجرة"
- 50 سنتًا زيتوني - "منقب عن التعدين الغربي"
- دولار واحد أسود - "ماشية غربية في عاصفة"
- 2 دولار برتقالي بني - "جسر نهر المسيسيبي" (جسر إيدز).

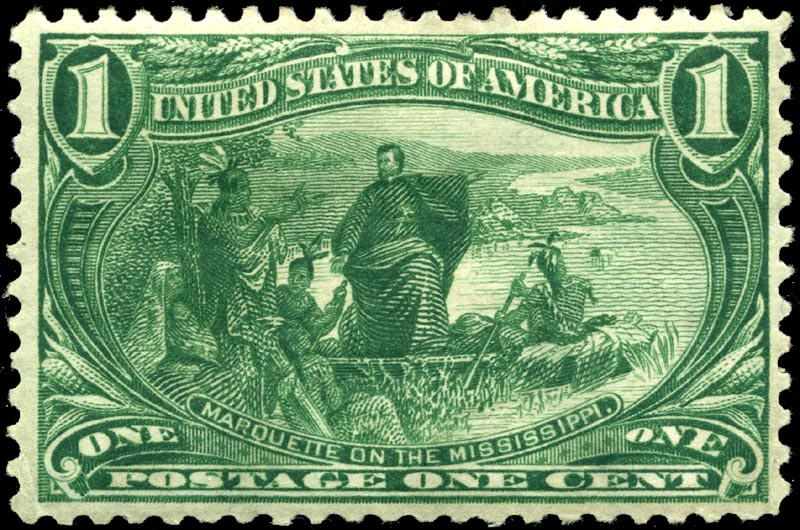
طابع بقيمة السنت الواحد يصور الأب ماركيت على نهر المسيسيبي.
"الزراعة في الغرب"
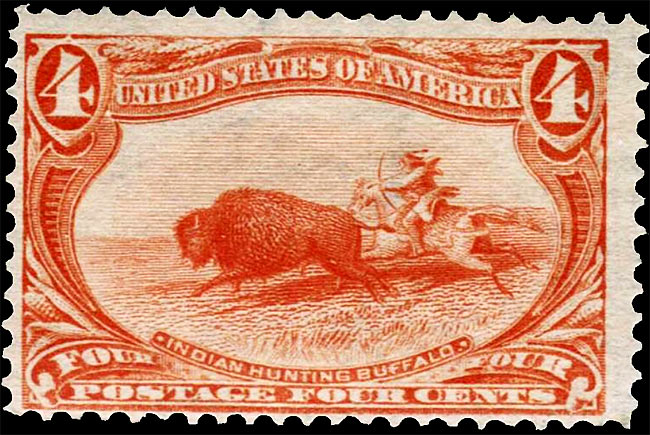
"صيد الجاموس الهندي"
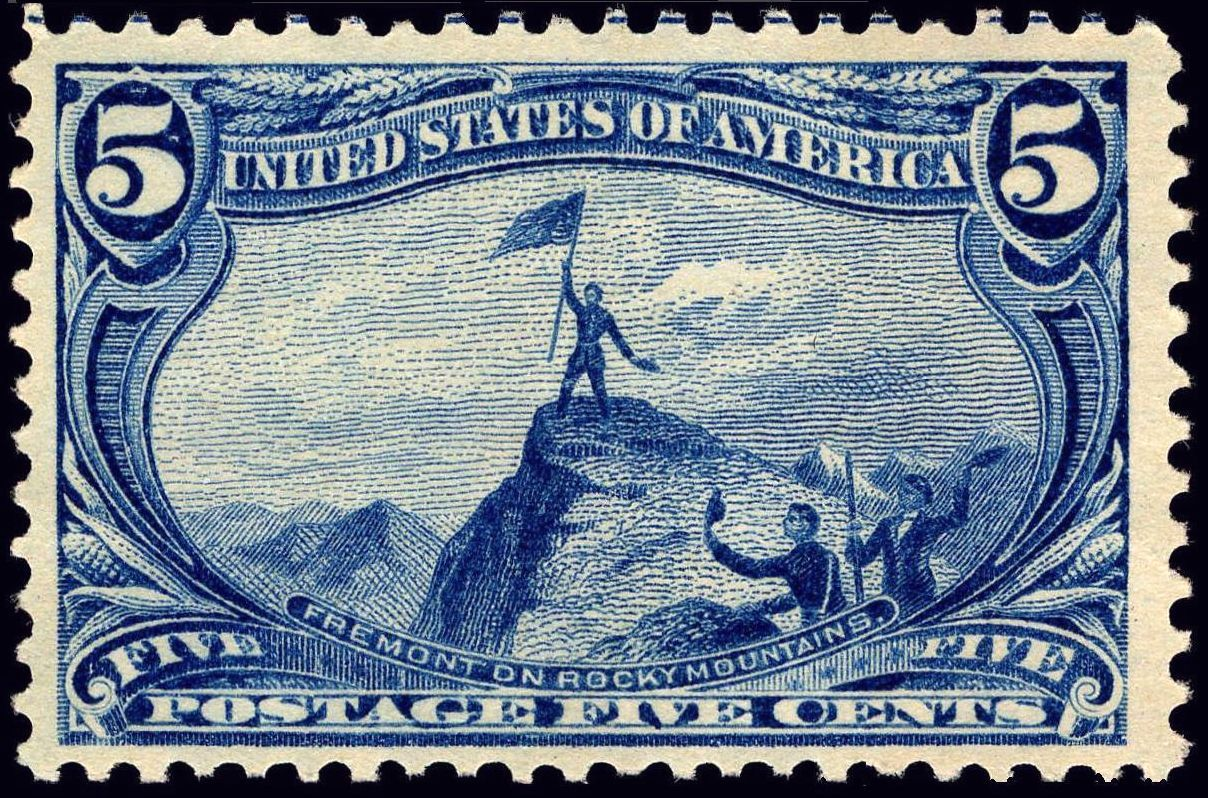
"فريمونت على جبال روكي"
"جنود يحرسون قطار العربات"
"صعوبات الهجرة"
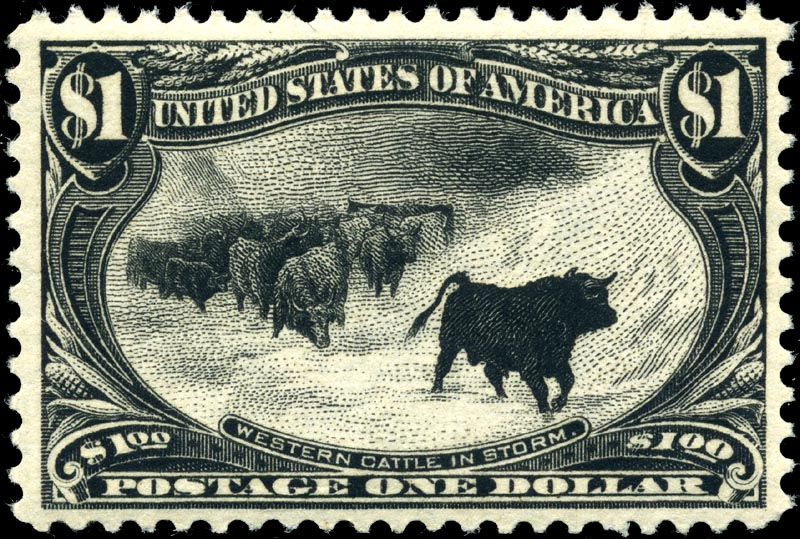
"الثور الأسود" أو "الماشية الغربية في العاصفة"
جسر نهر المسيسيبي
"منقب التعدين الغربي"

استُوحِيَت تصاميم الطوابع من صور ورسومات ولوحات متنوعة؛ وقد استُنسخت رسومات فريدريك ريمينغتون من عملات فئة 8 سنتات و50 سنتًا. ورغم الإشادة بجودة جميعها، إلا أن فئة الدولار الواحد، المعروفة باسم "الثور الأسود"، تتفوق على غيرها. ومن المفارقات أنها لا تُحاكي مشهدًا غربيًا أمريكيًا، بل مأخوذة من لوحة ماشية في المرتفعات الاسكتلندية لجون أ. ماكويرتر (انظر أيضًا لوحة "الماشية الغربية في العاصفة").
نفّذ ثلاثة رسامين ونقّاشين رسوم الإصدار: ماركوس بالدوين (2 سنت، 5 سنتات، 10 سنتات، دولار واحد)، وجورج سميلي (1 سنت، 4 سنتات، 50 سنتًا، دولاران)، وروبرت بونيكاو (8 سنتات). كما نقش بالدوين جميع الإطارات باستثناء إطار طابع الـ 2 سنت، الذي كان من عمل دوغلاس رونالدسون - الذي نقش أيضًا جميع أرقام وحروف سلسلة "ترانس-ميسيسيبي".
يُخالف طابع السنتين العرف السائد آنذاك بعدم تصوير أي شخص حي على طابع بريدي أمريكي. في صورة حصاد داكوتا الشمالية التي استُخدمت كأساس للرسوم المنقوشة، حُدّدت الشخصيات الثلاثة في المقدمة على أنها عامل المزرعة إد نيباكن، ورئيس الحقل إيليهو باربر، ورئيس العمال سام وايت.
خلال عام 1998، واحتفالاً بالذكرى المئوية للإصدار، أصدرت هيئة البريد الأمريكية ورقة مصغّرة من طوابع البريد التسعة، كلٌّ منها مطبوع بلونين، وورقة أخرى من تسع صور لطابع "الثور الأسود". في معظم الصور، احتفظ بنظام الألوان الأصلي، ولكن بالنسبة لطابع "الثور الأسود"، فقد تغير لون الإطار من البني البنفسجي إلى الأحمر الفاتح. التصاميم عبارة عن نسخة طبق الأصل؛ كل منها يحمل رقم "1998" صغيرًا في الزاوية السفلية اليسرى. في إعادة إحياء للتصاميم الأصلية، استبدلت الصور في طوابع من فئتي 2 سنت و2 دولار، واستبدلت كلمة "الزراعة" بكلمة "الحصاد".

## روابط خارجية
- إصدار معرض ترانس ميسيسيبي في المتحف البريدي الوطني
- صورة للإصدار ثنائي اللون المعاد إصداره عام 1998.